# Barragem de Vale do Cobrão
A Barragem de Vale do Cobrão, construída sobre o leito da ribeira do Vale Cobrão, localiza-se no Município de Benavente, Distrito de Santarém, Portugal. A barragem entrou em funcionamento em 1982.

## Barragem
É uma barragem de aterro (terra zonada). Possui uma altura de 20 m acima da fundação (14 m acima do terreno natural) e um comprimento de coroamento de 510 m (largura 5 m). O volume da barragem é de 500.000 m³. Possui uma capacidade de descarga máxima de .. (descarga de fundo) + 315,71 (descarregador de cheias) m³/s.

## Albufeira
A albufeira da barragem apresenta uma superfície inundável ao NPA (Nível Pleno de Armazenamento) de 1,1 km² e tem uma capacidade total de 6,2 Mio. m³ (capacidade útil de .. Mio. m³). As cotas de água na albufeira são: NPA de 21,85 metros, NMC (Nível Máximo de Cheia) de .. metros e NME (Nível Mínimo de Exploração) de .. metros.